# Crystal Palace (Brescia)
Il Crystal Palace è un grattacielo di Brescia alto 110 metri. È il grattacielo più alto della città.

## Storia
Il Crystal Palace fu edificato negli anni 1989-1992 su progetto dell'architetto Bruno Fedrigolli (1921-1995), il cui studio era noto non solo per l'importanza dei lavori commissionati ma anche per l'ubicazione nell'attico di quello che fu il primo grattacielo di Brescia in piazza Vittoria, il Torrione INA.

### Controversie
Durante il periodo della sua costruzione nacque una controversia tra la Regione Lombardia e la Provincia di Brescia perché il grattacielo, stando ai progetti (1985), con 131 metri di altezza avrebbe dovuto superare di circa 4 metri il primato d'altezza del Grattacielo Pirelli, all'epoca il più alto d'Italia. Dopo alcuni mesi la regione emise un'ordinanza per fermare immediatamente, sino a revisione del progetto, la costruzione del Crystal Palace, che rimase comunque il grattacielo più alto di Brescia.
Questo non fu l'unico scoglio burocratico nella storia della struttura, la cui piattaforma d'atterraggio per elicotteri, che insieme alla fascia rossa al penultimo piano lo caratterizza stilisticamente, non è purtroppo a norma ENAC per quanto attiene ai dispositivi estinguenti antincendio.

## Descrizione
L'edificio è alto 110 metri e conta 27 piani fuori terra e 3 interrati, la struttura è in calcestruzzo armato esternamente rifinita con pannelli di vetro azzurrato. Al pian terreno ospita una galleria commerciale mentre sulla cima è presente una elisuperficie di 600 mq, l'ingresso est è arricchito da una fontana musicale artistica, costituita da una grande struttura metallica sorreggente alcune campane, che vengono percosse da batacchi mossi da bilancieri, a loro volta azionati dalla caduta dell'acqua nei cucchiai collocati all'estremità opposta. L'azionamento (saltuario) delle campane è regolato mediante pistoni che liberano i batacchi o li bloccano in posizione tale da svincolarli dal movimento dei bilancieri.
Il grattacielo, insieme con la più piccola ed adiacente architettura "Symbol" (chiamato localmente "matitone" per la sua caratteristica forma a matita con la punta verso il basso, fonte d'ispirazione per successive costruzioni), per le sue fattezze avveniristiche ha fatto da sfondo a spot pubblicitari ed ha costituito l'impulso negli anni 1990 alla forte urbanizzazione del quartiere di "Brescia 2", sorto nei primi anni '70, con palazzi e torri inizialmente ad uso prevalente di ufficio e servizi.
La pubblicità più nota fu quella dei ciclomotori Malaguti del 1996.
Due piani dell'edificio furono adibiti a discoteca, nel 2013, da un pool d'investitori tra i quali Francesco Renga.